# Ipv6calc
Az ipv6calc egy parancssoros alkalmazás, amely az ipv6 hálózati címekhez kapcsolódó számítások elvégzésére alkalmas. Képes ipv4 címeket is átalakítani ipv6 címekké.
Az ipv6calc programot oktatási segédeszköznek szánták, de hasznunkra lehet akkor is, ha ipv6 címkiosztást szeretnénk használni hálózat tervezésekor.

## Használata[2]

### ipv6 címformátumok közötti konverzió
Az ipv6 címek leírásakor igyekszünk minél kevesebb 0-t leírni. Háromféle formátumban is lehetséges az ipv6 címek leírása:
- fully compressed (pl.: 2001:db8::1 )
- compressed (pl.: 2001:db8:0:0:0:0:0:1 )
- uncompressed (pl.: 2001:0db8:0000:0000:0000:0000:0000:0001 )

A teljesen tömör változat rövidebb, a tömörítetlen változat pedig átláthatóbb. 
```
is@DSK01:~$ 
ipv6calc
 
--addr2compaddr
 
2001
:0db8:0000:0000:d200:0000:0000:0001

2001:db8::d200:0:0:1

```

```
is@DSK01:~$ 
ipv6calc
 
--addr2uncompaddr
 
2001
:db8::d200:0:0:1

2001:db8:0:0:d200:0:0:1

```

```
is@DSK01:~$ 
ipv6calc
 
--addr2fulluncompaddr
 
2001
:db8::1

2001:0db8:0000:0000:0000:0000:0000:0001

```

### ipv4 címek átalakítása ipv6 címekké
```
is@DSK01:~$ 
ipv6calc
 
-q
 
--action
 
conv6to4
 
--in
 
ipv4
 
192
.168.16.107
 
--out
 
ipv6

2002:c0a8:106b::

is@DSK01:~$ 
ipv6calc
 
--addr2fulluncompaddr
 
2002
:c0a8:106b::

2002:c0a8:106b:0000:0000:0000:0000:0000

```

### ipv6 címek átalakítása ipv4 címekké
```
is@DSK01:~$ 
ipv6calc
 
-q
 
--action
 
conv6to4
 
--in
 
ipv6
 
2002
:c0a8:106b:0000:0000:0000:0000:0000
 
--out
 
ipv4

192.168.16.107

is@DSK01:~$ 
ipv6calc
 
-q
 
--action
 
conv6to4
 
--in
 
ipv6
 
2002
:c0a8:106b::
 
--out
 
ipv4

192.168.16.107

```

### ipv6 cím képzése a hálózati kártya hardver címéből
```
is@DSK01:~$ 
ipv6calc
 
--action
 
geneui64
 
--mac_to_eui64
 
--in
 
mac
  
e8:94:f6:24:df:46

ea94:f6ff:fe24:df46

```

### Információ lekérdezése ipv6 címről
```
is@DSK01:~$ 
ipv6calc
 
-q
 
-i
 
3ffe:831f:ce49:7601:8000:efff:af4a:86BF

Address type: unicast, 6bone, global-unicast, teredo

Country Code: IT

Registry for address: 6BONE

IPv4 address: 80.181.121.64 (TEREDO-CLIENT)

IPv4 address type: unicast, global

Country Code for [80.181.121.64]: IT

IPv4 registry for [80.181.121.64]: RIPENCC

GeoIP country name and code for [80.181.121.64]: Italy (IT)

IPv4 address: 206.73.118.1 (TEREDO-SERVER)

IPv4 address type: unicast, global

Country Code for [206.73.118.1]: US

IPv4 registry for [206.73.118.1]: ARIN

GeoIP country name and code for [206.73.118.1]: United States (US)

Address type is Teredo and included IPv4 server address is: 206.73.118.1 and client port: 4096

IPv4 registry of Teredo server address: ARIN

GeoIP database: GEO-106FREE 20180315 Build

Built-In database: IPv4-REG:AFRINIC/20150904 APNIC/20150904 ARIN/20150904 IANA/20150810 LACNIC/20150904 RIPENCC/20150904

```